# إس إم إنترتينمنت
إس إم إنترتينمنت (بالهانغل: SM잇터테인먼트) هي شركة تسجيلات مستقلة وكالة مواهب وإنتاج ونشر من كوريا الجنوبية أسسها لي سو مان.

## فنانين

### الفرق
| أسم الفرقة/ الفنان | سنة الترسيم | الجنس | الأعضاء | القائد   | النشاط     | نادي المعجبين                                | اللون الرسمي    | المراجع |
| ------------------ | ----------- | ----- | --- | -------- | ---------- | -------------------------------------------- | --------------- | ------- |
| H.O.T              | 1996        | ذكور  | كانغتا هي جين ووهيوك توني ان لي جين | هي جين   | غير نشيطين | نادي H.O.T أو الملائكة البيضاء               | ابيض            |         |
| S.E.S              | 1997        | إناث  | بادا، يوجين، شوو | بادا     | غير نشيطات | تشينغو                                       | الأرجواني       |         |
| BoA                | 2000        | أنثى  | بوا | -        | نشطة       | كوريا الجنوبية: Jumping BoA اليابان: SOUL    | أصفر لؤلؤي      |         |
| تي في أكس كيو      | 2003        | ذكور  | يونهو، تشانغمين | يونهو    | نشطين      | كوريا الجنوبية: كاسيوبيا اليابان: بيغ إيست   | الأحمر          | [ 4 ]   |
| تراكس              | 2004        | ذكور  | جاي، جونغمو | جاي      | غير نشيطين | تراكسين                                      | الأزرق الداكن   | [ 4 ]   |
| The Grace          | 2005        | إناث  | لينا، دانا، سونداي، ستيفاني | -        | غير نشيطين | شابلي                                        | الزهري الفاتح   | [ 4 ]   |
| سوبر جونيور        | 2005        | ذكور  | إيتوك، هيتشول، ييسونغ، شيندونغ سونغمين، أونهيوك، دونغهي، شيون، كانغ إن، ريووك، كيوهيون. (سوبر جونيور إم): جومي، هينري)                                  | ليتوك    | نشيطين     | الإلف ELF(أختصار لجملة Ever Lasting Friends) | الازرق الياقوتي | [ 4 ]   |
| غيرلز جينيريشن     | 2007        | إناث  | تايون، سوني، هيويون، يوري، يونا، تيفاني | تايون    | نشيطين     | سو♥ان                                        | الوردي          | [ 4 ]   |
| شايني              | 2008        | ذكور  | أونيو، جونغ هيون، كي، مينهو، تايمين | أونيو    | نشيطين     | شاول                                         | الأزرق والأخضر  | [ 4 ]   |
| إف إكس             | 2009        | إناث  | فيكتوريا، آمبر، لونا، كريستال | فيكتوريا | غير نشيطين | ميو                                          | البنفسجي        | [ 4 ]   |
| إكسو               | 2012        | ذكور  | شيومين، سوهو، لاي، بكهيون، تشين، تشانيول، دي.أو، كاي، سيهون                                                                                             | سوهو     | نشيطين     | أكسوال                                       | الفضي           | [ 4 ]   |
| ريد فيلفت          | 2014        | إناث  | أيرين، سولجي، ويندي، جوي، يري | أيرين    | نشيطات     | ريفيلفو                                      | البرتقالي       | [ 4 ]   |
| Beat Burger        | 2014        | ذكور  | غريغوري هوانغ، شيم جاي ون، جو سونغ مين، فلاش فنغر، جو جونغ بيل، إم كيو                                                                                  | -        | نشيطين     | -                                            | الأسود          | [ 4 ]   |
| إن سي تي           | 2016        | ذكور  | تايل، جوني، تايونغ، يوتا، دويونغ، تين، جايهيون، مارك، هايتشان، وينوين، تشين لي، رينجون، جيسونغ، جايمين، جينو،لوكاس،جونقو، كون، هيندري، يانغيانغ، شياجون | تايونغ   | نشيطين     | إن سي تي زين                                 | اخضر            |         |
| aespa              | 2020        | ايناث | كارينا .وينتر.نينغ نيغ.جيزيل | كارينا   | نشيطين     | غير معروف                                    | غير معروف       |         |

## ديسكوغرافيا

### الألبومات
- إس إم تاون في الكريسماس (1999)
- إجازة شتاء الكريسماس في إس إم تاون (2000)
- إجازة شتاء الكريسماس في إس إم تاون - عيون الملاك (2001)
- إجازة الصيف في إس إم تاون (2002)
- 2002 إجازة شتاء الكريسماس في إس إم تاون-ملاكي ضوئي (2002)
- 2003 إجازة الصيف في إس إم تاون (2003)
- 2003 إجازة شتاء الكريسماس في إس إم تاون (2003)
- 2004 إجازة الصيف في إس إم تاون (2004)
- 2006 صيف إس إم تاون (2006)
- 2006 شتاء إس إم تاون- حلم الثلج (2006)
- 2007 صيف إس إم تاون – الرقيق (2007)
- 2007 شتاء إس إم تاون – الحب فقط (2007)
- 2009 صيف إس إم تاون – نحن لامعين (2009)
- 2011 شتاء إس إم تاون – الهدية الدافئة (2011)
- أفضل ألبومات إس إم 3 (2012)

### المشاريع
- ذا أجيت - سلسلة الحفلات الموسيقية (2003–الحاضر)
- إس إم ستيشن (2016–الحاضر)

## فيلموغرافيا
- الهجوم على فتيان بين-أب (2007)
- نتجه إلى الأرض (2009)
- مزرعة الجنة (2011)
- أنا. (2012)
- إلى الجميلة أنتِ (2012)
- رئيس الوزراء وأنا (2013)
- ملكة جمال كوريا (2013–2014)
- ميمي (2014)
- أكسو في الباب المقابل (2015)[5]
- إس إم تاون ذا ستايج (2015)
- دي-داي (2015)
- التاجر:غايكجو (2015-2016)
- المحامي خاصتي والسيد جو (2016)
- الغيرة على شكل إنسان (2016)
- المفقودين التسعة (2017)

## وصلات خارجية
- الموقع الرسمي